# سرهور (غوهران)
سرهور (بالفارسية: سرهور) هي قرية تقع في إيران في Gowharan Rural District. يقدر عدد سكانها بـ 162 نسمة بحسب إحصاء 2016.